# 強納森·桑德斯
強納森·桑德斯（英語：Jonathan Sanders，1981年9月23日—）為前美國男子籃球運動員，2006年被新潟天鵝王者BB在美國加利福尼亚州延攬，同年8月隨隊到達臺灣參加APB亞洲職籃大賽，第3季SBL超級籃球聯賽位居第5名的緯來獵人在第4季SBL以月薪6000美元網羅桑德斯。2007年1月桑德斯出賽了8場比賽，繳出24.6分、14.1籃板、2.8助攻與1.12抄截的表現，收下該賽季1月MVP。
第5季桑德斯轉戰米迪亞精靈。2007年12月23日，桑德斯在出戰台灣啤酒一役繳出17分、16籃板、17助攻的大三元表現，為SBL第2位球員締造大三元成績。2008年1月桑德斯以20.1分、17.4籃板、5助攻、2.7抄截、1.7阻攻的表現率領球隊該月繳出7勝2敗，桑德斯個人抱走該月MVP。2月2日，桑德斯在對上璞園建築的比賽以27分、14籃板、11助攻締造個人SBL第2次大三元。3月8日，桑德斯在碰上達欣工程之戰拿下33分、10籃板、12助攻的第3次大三元紀錄。
第7季SBL璞園建築洋將選擇使用桑德斯，賽季結束後桑德斯高掛球鞋。

## 攻守數據
| 年      | 球队                 | 场次 | 上場時間 | 抄截 | 阻攻 | 籃板 | 助攻 | 命中率 | 得分 |
| ------- | -------------------- | ---- | -------- | ---- | ---- | ---- | ---- | ------ | ---- |
| 2000-01 | 科羅拉多州立大學     | 27   | 7.9      | 0.3  | 0.1  | 1.4  | 0.5  | .333   | 1.3  |
| 2002-03 | 加利福尼亞聖瑪麗學院 | 23   | 26.0     | 0.3  | 0.2  | 2.8  | 1.4  | .409   | 5.0  |
| 2003-04 | 加利福尼亞聖瑪麗學院 | 31   | 26.0     | 0.8  | 0.4  | 4.6  | 2.5  | .449   | 6.4  |
| 2004-05 | 加利福尼亞聖瑪麗學院 | 33   | 28.5     | 0.7  | 0.7  | 4.4  | 1.8  | .486   | 7.7  |
| 2005-06 | Akademija MRU        | 49   | 30.3     | 2.2  | 0.9  | 10.1 | 1.9  | .527   | 13.8 |
| 2006-07 | 緯來獵人             | 30   | 28.5     | 1.3  | 0.4  | 16.3 | 2.4  | .510   | 23.5 |
| 2007-08 | 米迪亞精靈           | 29   | 36.2     | 1.7  | 1.6  | 16.6 | 5.8  | .520   | 21.3 |
| 2009-10 | 璞園建築             | 28   | 32.4     | 1.4  | 1.2  | 12.8 | 4.7  | .493   | 18.0 |

## 外部連結
- 強納森·桑德斯在fiba.basketball（英语）
- 強納森·桑德斯在Sports-Reference.com（NCAA）（英语）
- 強納森·桑德斯在Eurobasket.com（球員）（英语）
- 強納森·桑德斯在RealGM（英语）